# Anastilosi

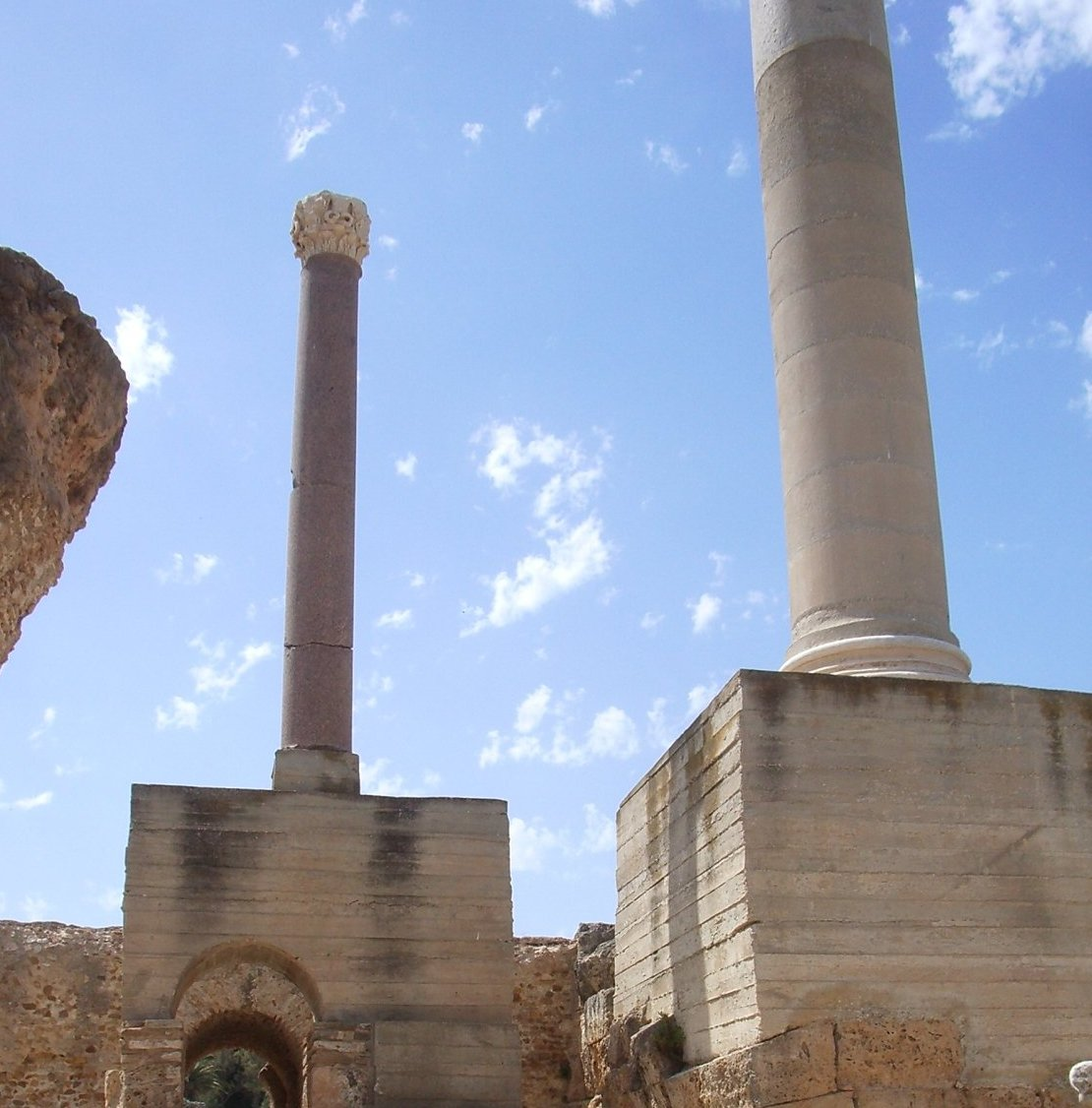
Columnes de les Termes d'Antoní de Cartago després de l'anastilosi.

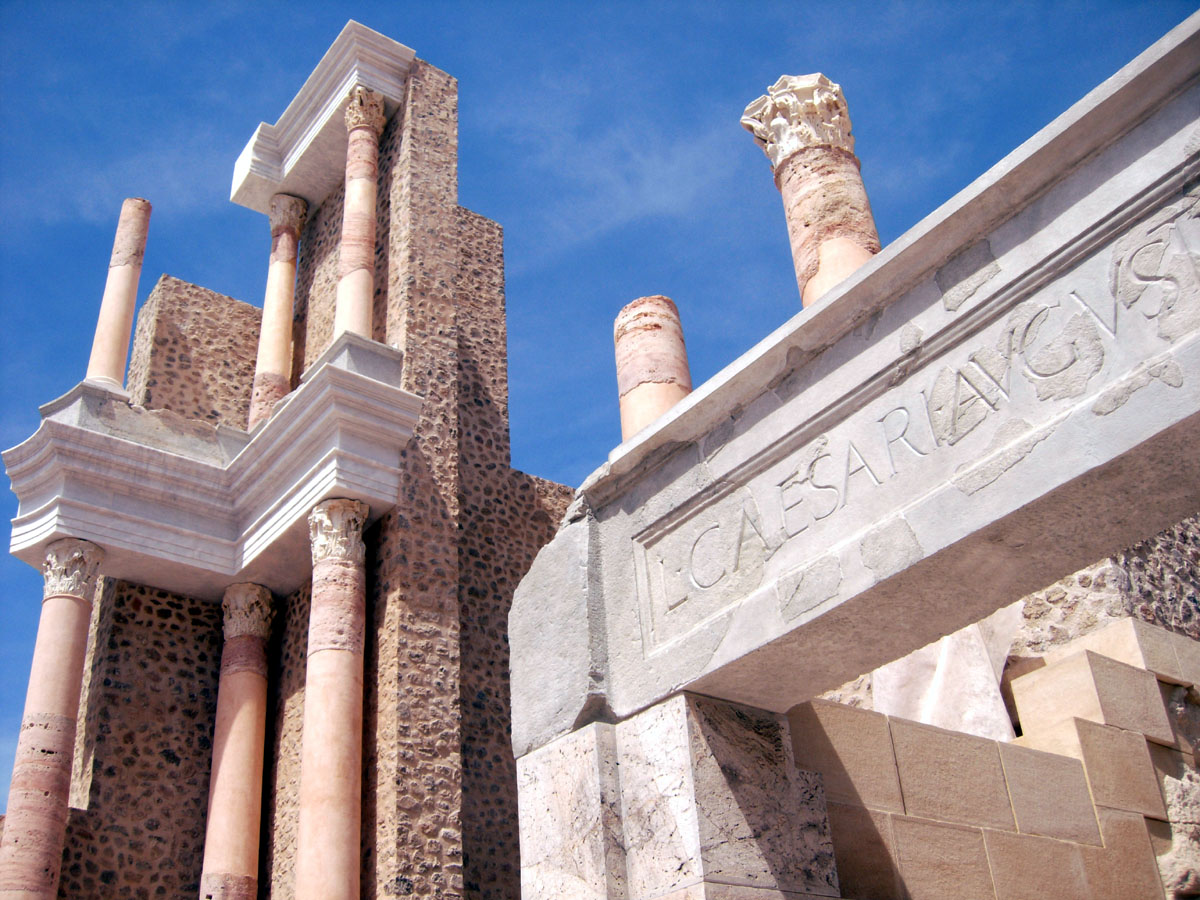
Anastilosi al Teatre romà de Cartagena.

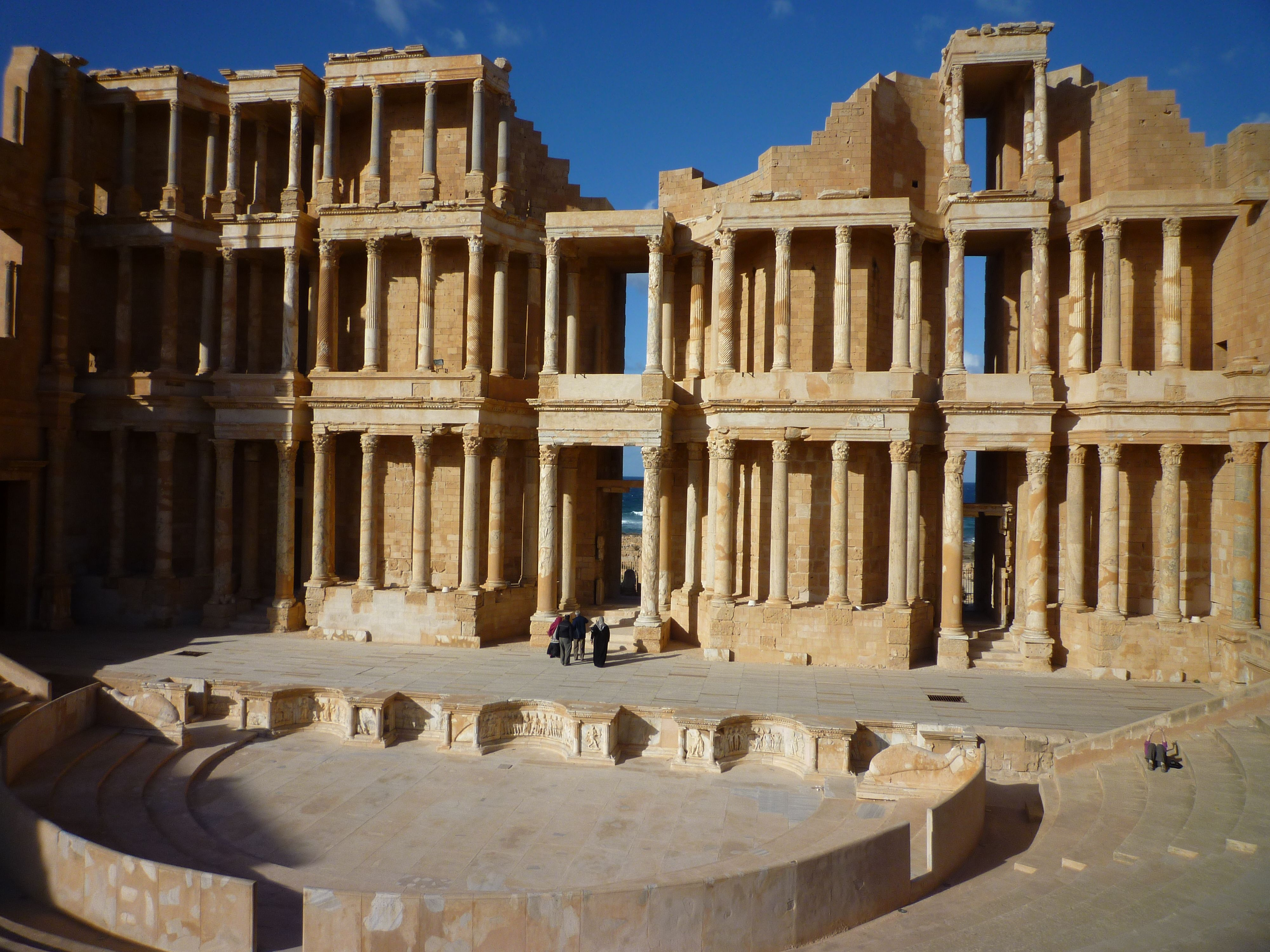
El teatre de Sabrata

L'anastilosi (del grec «ἀνά», 'cap amunt' i «στύλος», 'columna') és un terme arqueològic que designa la tècnica de reconstrucció d'un monument en ruïnes gràcies a l'estudi metòdic de l'ajustament dels diferents elements que componen la seva arquitectura.
Pot tractar-se també d'elements reconstruïts amb materials contemporanis per presentar un detall de construcció donant l'escala d'un edifici. Si l'anastilosi és bastant sovint possible per als monuments antics de gran aparell, on cada bloc tenia un lloc definit, és molt més difícil fer en monuments amb pedres intercanviables com els edificis medievals. L'anastilosi parcial d'aquests només és possible per les parts trobades en connexió (generalment en excavacions).
Quan falten elements es pot recórrer a afegits d'elements moderns (ciment, guix, resina, etc.)
Cal extremar la prudència per donar solució a l'anastilosi, i en tots els casos l'elecció d'aquesta tècnica ha d'estar precedida d'un estudi científic col·legial. Això planteja un cert nombre de qüestions:
- Per rigorós que sigui l'estudi previ a l'anastilosi, un error d'interpretació pot portar a reconstruir el monument de manera equivocada.
- Els danys eventuals (sovint mínims) que poden patir els elements durant l'acoblament.
- El fet que un mateix element pugui ser utilitzat en diferents monuments de diferent períodes. Utilitzar aquest element en una construcció és negar els altres.

Exemples d'anastilosi:
- El théâtre de Sabratha(fr) per Giacomo Guidi (1932-1937)
- El Temple de Debod després de ser traslladat a Madrid el 1970
- A gran escala en els monuments del jaciment arqueològic d'Angkor a Cambodja, a iniciativa de la École française d'Extrême-Orient, amb l'excepció del Ta Prohm deixat en l'estat en què estava
- La restauració del complex funerari del rei Djoser per Jean-Philippe Lauer (Saqqara)
- Temple de Satet a l'Illa Elefantina per l'Institut Arqueològic Alemany
- L'Stoà d'Àtal a l'Àgora grega d'Atenes, per l'Escola Americana d'Estudis Clàssics d'Atenes (1952-1956)
- La capella vermella (Karnak)
- L'stupa de Borobudur, Indonèsia
- El palau cretenc de Cnossos per l'arqueòleg Arthur John Evans
- La gran columna del frigidarium de les Termes d'Antoní de Cartago
- El Teatre romà de Cartagena (Espanya) s'ha reconstruït parcialment usant mètodes reversibles amb una anastilosi limitada, considerant la quantitat de fragments trobada (2008).